# Жилгородок
Жилгородо́к (рос. Жилгородок) — селище у складі Сакмарського району Оренбурзької області, Росія.
Стара назва — Дмитрієвка.

## Населення
Населення — 1666 осіб (2010; 2165 у 2002).
Національний склад (станом на 2002 рік):
- росіяни — 77 %